# Ахвердян, Егор Овсепович
Его́р Овсе́пович Ахвердя́н (арм. Եգոր Հովսեփի Հախվերդյան; 2 апреля 1901, село Бардзраван Елизаветпольской губернии Российской империи — 12 сентября 1962, там же) — армянский советский организатор и передовик сельскохозяйственного производства. Герой Социалистического Труда (1949).

## Биография
Егор Овсепович Ахвердян родился 2 апреля 1901 года в селе Бардзраван Елизаветпольской губернии Российской империи (ныне в Сюникской области Республики Армения), в семье бедного рабочего. В 1910 году умирает отец Егора, после чего для обеспечения семьи он начинает заниматься батрачеством. В 1924 году Егор Ахвердян переехал в город Баку, где работал на стройках до 1927 года.
В 1927 году Егор Ахвердян, получивший многолетний трудовой опыт, вернулся в родное село Бардзраван Сисианского района Армянской ССР и был назначен председателем исполкома сельского Совета. В 1930 году он вступил в ВКП(б)/КПСС. В 1933 году Ахвердян был назначен председателем правления колхоза села Бардзраван, а в 1939 году — директором Сисианской машинно-тракторной станции. На этой должности Ахвердян активно занимался организацией новых кадров механизаторов сельского хозяйства. В 1941 году Ахвердян вновь был назначен председателем колхоза «Бекум» села Бардзраван.
Под руководством Егора Ахвердяна в колхозе «Бекум» выполняли сев озимых культур на площади 370 гектаров и сев яровых культур на площади 215 гектаров. В период его руководства было повышено качество выращивания пшеницы. Для повышения урожайности пшеницы колхозники своевременно выполняли необходимые мероприятия: использование удобрений; вспашка, перепашка почвы; избавление от сорняков. К 1948 году с каждого гектара всей площади выращивания зерновых культур колхоза «Бекум» было получено 16,5 центнеров урожая, а с каждого гектара площади выращивания озимых культур — 18 центнеров. Под руководством Ахвердяна с отдельной площади 103,4 гектара было получено 29,2 центнера урожая ржи.
Указом Президиума Верховного Совета СССР от 16 апреля 1949 года за получение высоких урожаев ржи, хлопка и табака при выполнении колхозами обязательных поставок и контрактации по всем видам сельскохозяйственной продукции, натуроплаты МТС в 1948 году и обеспеченности семенами всех культур в размере полной потребности для весеннего сева 1949 года Егору Овсеповичу Ахвердяну было присвоено звание Героя Социалистического Труда с вручением ордена Ленина и золотой медали «Серп и Молот».
Председателем колхоза «Бекум» Егор Ахвердян был до 1957 года. В 1958 году он вновь был назначен председателем исполкома сельского Совета села Бардзраван. На этой должности Ахвердян остался до выхода на пенсию в марте 1960 года.
Егор Овсепович Ахвердян также вёл активную общественную работу. В 1934—1959 годах он был членом Сисианского районного комитета Коммунистической партии Армении, а в 1947—1958 годах — депутатом Сисианского районного Совета.
Егор Овсепович Ахвердян скончался 12 сентября 1962 года в родном селе Бардзраван Сисианского района Армянской ССР.

## Награды
- Герой Социалистического Труда (Указ Президиума Верховного Совета СССР от 16 апреля 1949 года, орден Ленина и медаль «Серп и Молот») — за получение высоких урожаев ржи, хлопка и табака при выполнении колхозами обязательных поставок и контрактации по всем видам сельскохозяйственной продукции, натуроплаты МТС в 1948 году и обеспеченности семенами всех культур в размере полной потребности для весеннего сева 1949 года[7].
- Орден «Знак Почёта» (24.11.1945).